# 小林真文
小林 真文（こばやし まふみ）は、主にテレビゲームに関する4コマ漫画などを手がけている漫画家である。

## 変遷
- デビューは1991年、ファミコン4コマまんが王国1巻の「超ウルトラ・スーパー・スペシャル・マリオワールド」と「スママママッシュ!!」。デビューでありながらその内容、ネタ共に非常に個性的かつ圧倒しており、その後は4コマまんが王国シリーズの主力作家の一角を占めるようになった。
- 1994年以降は、主にスーパーマリオ系を中心で活躍していた他の主力作家陣とは毛色の異なるゲームソフトの4コマ漫画やアンソロジーを執筆し、独自の地盤を固めて活躍した。
- その漫画内容から誤解を招きがちであるが、女性であり、既婚者である。
- 2010年3月時点、ブログの更新が途絶え、公式HPも閉鎖している。
- 2012年5月よりカプコンが発行する「カプ本」で体験漫画「犬マン」の連載を開始していた。
- 2013年2月「北野誠のおまえら行くな。」に出演、心霊マンションに泊まる。
- 2016年7月から毎週金曜日１９時３０分にニコニコ生放送の「そんなんアリカ２」のMCとして出演中。

## 特徴
- 原作ゲームの設定にとらわれず、非常に個性的にキャラクターの性格付けを行っており、他の漫画家とは異なる独特のネタや描写を持った漫画を描いている。ときに暴走しがちになるものもあり、グロデスクネタや下品ネタ、下ネタも所々にみられる。
- 前述に倣い、漫画内容にはオリジナル設定やオリジナルキャラクターも多い。「ストリートファイターII 4コマまんが王国」では、「ベガ父さん」ネタ等で人気を博した。このネタは、公式にカプコンの許可を受けているものである。他は「タクティクスオウガ 4コマまんが王国」の「サラリーマンデニム」などがある。

## 作品リスト
ここでは一部を列挙する。
- 双葉社 4コマまんが王国 にて多数
- 光文社 4コマギャグバトルにて数作
- そんなんARIKA 　ゲームメーカー・アリカのPR漫画。編集部による正式な連載漫画ではなく、あくまでアリカの「広告」である。ゲーメストで連載されていたが、同誌の廃刊により未完。その後月刊アルカディアで再開。ゲーメスト掲載時に産休を取った時はCLAMPが代筆したこともある（メンバーの一人である、猫井 椿氏と親しい関係にあったため）。
- 完全ロボ組ゴールド8（スーパーロボットマガジン連載）
- 双葉社ファンタジーノベルシリーズ 小説ファイアーエムブレム外伝（挿絵）
- 小林真文のあの方と私（ゲーム雑誌じゅげむに連載）